# 柴平站
柴平站（日语：／ Shibahira eki */?）是位於秋田縣鹿角市花輪字堰之口，東日本旅客鐵道（JR東日本）的花輪線車站。

## 歷史
- 1923年（大正12年）11月10日：秋田鐵道（日语：秋田鉄道）毛馬內站至陸中花輪站開通，此站啟用。當時車站位於鹿角郡柴平村（日语：柴平村）。
- 1934年（昭和9年）6月1日：秋田鐵道國有化，成為鐵道省（國鐵）車站。
- 1935年（昭和10年）6月：車站大樓重建，竣工祝賀會在20日舉行[2]。
- 1971年（昭和46年）10月1日：成為無人車站[1]。
- 1987年（昭和62年）4月1日：伴隨國鐵分割民營化，車站由東日本旅客鐵道（JR東日本）營運。

## 車站構造
車站是一座地面車站，設有1面1線的單式月台。
此站是由鹿角花輪站管理的無人車站。

## 車站周邊
- 鹿角市政廳
- 山田電機Teccland鹿角店（以南乘車5分鐘)
- 鹿角警署（日语：鹿角警察署）
- 國道282號（日语：国道282号）（錦木繞道）
- 東北自動車道
- 米代川（日语：米代川）
- 島村（日语：しまむら）花輪店
- 柴平郵局
- 鹿角市立花輪北小學
- 鹿角汽車學校
- Sunday 花輪店
- 東北勞動金庫（日语：東北労働金庫）鹿角分店

## 巴士路線
在車站前設有秋北巴士柴平站前巴士站
- 厚生醫院前（日语：かづの厚生病院）、鹿角花輪站前、花輪營業所（在早上設有班次前往花輪高校前（日语：秋田県立花輪高等学校））方向
- 大館市方向（勞災醫院前（日语：秋田労災病院）、市立醫院前（日语：大館市立総合病院）、大館站）
- 毛馬内町、小坂町方向（早上部分班次停靠小坂高校前（日语：秋田県立小坂高等学校）、小坂交流道）

## 相鄰車站
東日本旅客鐵道（JR東日本）
■花輪線
鹿角花輪－柴平－十和田南

## 注腳
1. 1 2 3  “無人駅 花輪線・柴平駅”. 秋田魁新報 (秋田魁新報社): p.3 (1975年10月8日 夕刊)
2. ↑  讀賣新聞昭和10年6月23日秋田讀賣

## 外部連結
- 車站資訊（柴平）：東日本旅客鐵道（日語）